# Seznam památných stromů v okrese Jeseník
Toto je seznam památných stromů v okrese Jeseník, v němž jsou uvedeny památné stromy na území okresu Jeseník.
| Název                                                  | Obrázek                                     | Umístění                                             | Druh                                   | Obvod [v cm] | Kód wikidata     | Galerie                                                                   | Poznámka |
| ------------------------------------------------------ | ------------------------------------------- | ---------------------------------------------------- | -------------------------------------- | --- | ---------------- | ------------------------------------------------------------------------- | --- |
| Jasan u Šalenů v Adolfovicích (u Jesanu)               | Jasan ztepilý u Šalenů v Adolfovicích       | Adolfovice 50°11′59″ s. š., 17°11′48″ v. d.          | jasan ztepilý                          | 409 | 100025 Q26783474 | Kategorie „Jasan_u_Šalenů_v_Adolfovicích“ na Wikimedia Commons            | U čp. 147 při místní komunikaci od závodu JESAN |
| Javory u mateřské školy                                | Dva javory mléč v Adolfovicích              | Adolfovice 50°11′53″ s. š., 17°11′33″ v. d.          | javor mléč (2)                         | & Chyba ve výrazu: Neočekávaný operátor / Chyba ve výrazu: Neočekávaný operátor / Chyba ve výrazu: Neočekávaný operátor / Chyba ve výrazu: Neočekávaný operátor / Chyba ve výrazu: Neočekávaný operátor / Chyba ve výrazu: Neočekávaný operátor / Chyba ve výrazu: Neočekávaný operátor / Chyba ve výrazu: Neočekávaný operátor / Chyba ve výrazu: Neočekávaný operátor / Chyba ve výrazu: Neočekávaný operátor / Chyba ve výrazu: Neočekávaný operátor / Chyba ve výrazu: Neočekávaný operátor / Chyba ve výrazu: Neočekávaný operátor / Chyba ve výrazu: Neočekávaný operátor / Chyba ve výrazu: Neočekávaný operátor / -1.0000-0 | 100024 Q26779739 | Kategorie „Javory_u_mateřské_školy“ na Wikimedia Commons                  | Na okraji zástavby v Adolfovicích, v zahradě polesí Bělá |
| Klen na Šumné †                                        |                                             | Adolfovice 50°12′ s. š., 17°12′32″ v. d.             | javor klen                             | 370 | 105630 Q26790199 |                                                                           | U cesty do údolí Šumného potoka. Z důvodu odumření stromu byla 8. března 2022 ochrana zrušena.                                                                       |
| U Jedle                                                |                                             | Adolfovice 50°11′50″ s. š., 17°7′24″ v. d.           | jedle bělokorá                         | 348 | 100012 Q26783441 |                                                                           | V lesním porostu polesí Bělá, v průseku u tzv. "tankové cesty" nad samotou V Mlýnkách                                                                                |
| Tis v Bílé Vodě                                        |                                             | Bílá Voda 50°26′23″ s. š., 16°53′22″ v. d.           | tis červený                            | & Chyba ve výrazu: Neočekávaný operátor / Chyba ve výrazu: Neočekávaný operátor / Chyba ve výrazu: Neočekávaný operátor / Chyba ve výrazu: Neočekávaný operátor / Chyba ve výrazu: Neočekávaný operátor / Chyba ve výrazu: Neočekávaný operátor / Chyba ve výrazu: Neočekávaný operátor / Chyba ve výrazu: Neočekávaný operátor / Chyba ve výrazu: Neočekávaný operátor / Chyba ve výrazu: Neočekávaný operátor / Chyba ve výrazu: Neočekávaný operátor / Chyba ve výrazu: Neočekávaný operátor / Chyba ve výrazu: Neočekávaný operátor / Chyba ve výrazu: Neočekávaný operátor / Chyba ve výrazu: Neočekávaný operátor / -1.0000-0 | 100027 Q26783480 |                                                                           | v lesním porostu bývalého zámeckého parku za protialkoholní léčebnou                                                                                                 |
| Lípa – Seč                                             | Lípa malolistá, osada Seč, ulice Na Mýtince | Bukovice 50°12′49″ s. š., 17°13′45″ v. d.            | lípa malolistá                         | 430 | 100018 Q26783459 | Kategorie „Lípa_–_Seč“ na Wikimedia Commons                               | U silnice Jeseník-Detřichov-Seč |
| Thuje pod Kaltenštejnem                                | Thuje pod Kaltenštejnem                     | Černá Voda 50°17′47″ s. š., 17°9′22″ v. d.           | zerav obrovský                         | 273 | 105091 Q26789668 | Kategorie „Thuje pod Kaltenštejnem“ na Wikimedia Commons                  | na okraji lesa vpravo od polní turisticky značené cesty z Černé Vody na Kaltenštejn, ve starém neudržovaném sadě                                                     |
| Javor mléč (u Zbranků)                                 |                                             | Česká Ves 50°15′20″ s. š., 17°13′27″ v. d.           | javor mléč                             | 407 | 105090 Q26789667 |                                                                           | uprostřed obce, po levé straně silnice směrem na Písečnou, severně od kostela a obecního úřadu, v hospodářském dvoře čp. 62                                          |
| Klen nad Českou Vsí                                    |                                             | Česká Ves 50°15′3″ s. š., 17°13′28″ v. d.            | javor klen                             | 340 | 100001 Q26783416 |                                                                           | Na svažité louce při rozhraní obecní zástavby a lučních porostů, cca 150 m jihovýchodně od kostela                                                                   |
| U dvou dubů                                            |                                             | Česká Ves 50°15′59″ s. š., 17°14′29″ v. d.           | dub letní (2)                          | & Chyba ve výrazu: Neočekávaný operátor / Chyba ve výrazu: Neočekávaný operátor / Chyba ve výrazu: Neočekávaný operátor / Chyba ve výrazu: Neočekávaný operátor / Chyba ve výrazu: Neočekávaný operátor / Chyba ve výrazu: Neočekávaný operátor / Chyba ve výrazu: Neočekávaný operátor / Chyba ve výrazu: Neočekávaný operátor / Chyba ve výrazu: Neočekávaný operátor / Chyba ve výrazu: Neočekávaný operátor / Chyba ve výrazu: Neočekávaný operátor / Chyba ve výrazu: Neočekávaný operátor / Chyba ve výrazu: Neočekávaný operátor / Chyba ve výrazu: Neočekávaný operátor / Chyba ve výrazu: Neočekávaný operátor / -1.0000-0 | 100003 Q26779736 |                                                                           | Na soukromém pozemku, na levém břehu melioračního kanálu, asi 100 m západně podél silnice Česká Ves-Písečná                                                          |
| Dub v kaolinovém lomu                                  |                                             | Dolní Červená Voda 50°21′44″ s. š., 17°12′14″ v. d.  | dub letní                              | 535 | 105092 Q26789669 |                                                                           | okraj smíšeného lesního porostu asi 8 m od východní horní hrany lomu ve Farském lese u Stachlovic                                                                    |
| Frývaldovská lípa                                      | Frývaldovská lípa                           | Dolní Lipová 50°13′44″ s. š., 17°9′4″ v. d.          | lípa velkolistá                        | 282 | 100014 Q26783448 | Kategorie „Frývaldovská lípa“ na Wikimedia Commons                        | V centru obce, u památníku frývaldovské stávky |
| Jasan nad kostelem                                     | Jasan pod kostelem                          | Dolní Lipová 50°13′31″ s. š., 17°7′48″ v. d.         | jasan ztepilý                          | 364 | 100019 Q26783462 | Kategorie „Jasan nad kostelem (Lipová-lázně)“ na Wikimedia Commons        | cca 50 m nad pravým břehem Staříče, u zeleně značené turistické cesty odbočující nad kostelem k rekreačnímu areálu na Miroslavi.                                     |
| Lípa na Bobrovníku                                     | Lípa na Bobrovníku                          | Dolní Lipová 50°13′20″ s. š., 17°9′58″ v. d.         | lípa malolistá (1) jilm horský (2)     | & Chyba ve výrazu: Neočekávaný operátor / Chyba ve výrazu: Neočekávaný operátor / Chyba ve výrazu: Neočekávaný operátor / Chyba ve výrazu: Neočekávaný operátor / Chyba ve výrazu: Neočekávaný operátor / Chyba ve výrazu: Neočekávaný operátor / Chyba ve výrazu: Neočekávaný operátor / Chyba ve výrazu: Neočekávaný operátor / Chyba ve výrazu: Neočekávaný operátor / Chyba ve výrazu: Neočekávaný operátor / Chyba ve výrazu: Neočekávaný operátor / Chyba ve výrazu: Neočekávaný operátor / Chyba ve výrazu: Neočekávaný operátor / Chyba ve výrazu: Neočekávaný operátor / Chyba ve výrazu: Neočekávaný operátor / -1.0000-0 | 100021 Q26779735 | Kategorie „Lípa na Bobrovníku“ na Wikimedia Commons                       | Severní okraj osady Bobrovník, u rekreačního domu čp.2, vpravo u stodoly. Oba jilmy jsou zaniklé v důsledku grafiózy.                                                |
| Maďal na zahradě u Mejsnarů (pod Točem)                | Lipová-lázně, Maďal na zahradě u Mejsnarů   | Dolní Lipová 50°13′33″ s. š., 17°7′13″ v. d.         | jírovec maďal                          | 410 | 100020 Q26783465 | Kategorie „Maďal na zahradě u Mejsnarů (pod Točem)“ na Wikimedia Commons  | V oplocené zahradě u rodinného domu čp. 622, cca 30 m od pravého břehu Staříče, nedaleko silnice odbočující k rekreačnímu areálu na Miroslavi                        |
| Smrk u obrázku na Miroslavi                            | Smrk u obrázku na Miroslavi                 | Dolní Lipová 50°13′11″ s. š., 17°7′38″ v. d.         | smrk ztepilý                           | 292 | 100002 Q26783421 | Kategorie „Smrk u obrázku na Miroslavi“ na Wikimedia Commons              | cca 1 km jižně od kostela v Lipové Lázních, u lesní cesty cca 200 m nad rekreačním areálem Miroslav                                                                  |
| Lípa u Machaly                                         |                                             | Domašov 50°8′56″ s. š., 17°12′15″ v. d.              | lípa velkolistá                        | 506 | 100011 Q26783438 |                                                                           | neoplocená zahrada u čp 140 po pravé straně silnice z Bělé pod Pradědem na Vidly a Karlovu Studánku                                                                  |
| Fořtův smrk v Dlouhé dolině                            |                                             | Horní Lipová                                         | smrk ztepilý                           | 345 | 104844 Q26789476 |                                                                           | cca 3 km severozápadně od železniční stanice Horní Lipová, vlevo od lesní cesty značené modrou turistickou značkou směrem na Nýznerov                                |
| Lípa pod nádražím                                      | Lipová-lázně, Lípa pod nádražím             | Horní Lipová 50°13′31″ s. š., 17°4′45″ v. d.         | lípa velkolistá                        | 441 | 105088 Q26789665 | Kategorie „Lípa pod nádražím (Lázně-lipová)“ na Wikimedia Commons         | severozápadně od železniční stanice Horní Lipová vlevo od příjezdové cesty, nedaleko viaduktu nad údolím Vápenného potoka                                            |
| Lípa za viaduktem                                      | Lipová-lázně, Lípa za viaduktem             | Horní Lipová 50°13′37″ s. š., 17°6′40″ v. d.         | lípa velkolistá                        | 471 | 105089 Q26789666 | Kategorie „Lípa za viaduktem (Lipová-lázně)“ na Wikimedia Commons         | Nedaleko železničního viaduktu, na louce mezi místní komunikací a vodotečí, severně za továrními halami bývalých Rudných dolů                                        |
| Dub u Račího potoka                                    |                                             | Javorník-ves 50°22′53″ s. š., 17°1′17″ v. d.         | dub letní                              | 330 | 100031 Q26783492 |                                                                           | v polích cca 1 km severovýchodně od silnice vedoucí osadou Horní Fořt, na levém břehu Račiho potoka                                                                  |
| Valuškův tis                                           |                                             | Javorník-ves 50°23′42″ s. š., 17°0′43″ v. d.         | tis červený                            | 167 | 100030 Q26783489 |                                                                           | na dvoře u domu č. 2 poblíž železniční stanice Javorník |
| Borovice vejmutovka                                    | Jeseník, PS Borovice vejmutovka             | Jeseník                                              | borovice vejmutovka                    | 510 | 104921 Q26789548 | Kategorie „Borovice vejmutovka (Jeseník)“ na Wikimedia Commons            | Stojí v městském parku jako solitér poblíž muzea. |
| Buk v Reymannově parku Jeseník                         | Jeseník, PS Buk v Reymannově parku          | Jeseník 50°13′59″ s. š., 17°12′25″ v. d.             | buk lesní červenolistý                 | 450 | 105119 Q26789686 | Kategorie „Buk v Reymannově parku (Jeseník)“ na Wikimedia Commons         | v severozápadní části města, cca 500 m od Masarykova náměstí na pravém břehu řeky Bělé; v současnosti menší park ohraničený křižovatkou silnic Česká Ves-pod Chlumem |
| Čarovný smrk                                           | Čarovný smrk                                | Jeseník 50°14′32″ s. š., 17°11′28″ v. d.             | smrk ztepilý                           | 378 | 100016 Q26783451 | Kategorie „Čarovný smrk (Jeseník)“ na Wikimedia Commons                   | V horní části svažité louky cca 250 m severně od sanatoria Priessnitz v Jeseníku Lázních; v polovině koruny vyrůstá kmínek čarověníku                                |
| Hackenberkova lípa †                                   | Hackenberkova lípa                          | Jeseník 50°14′14″ s. š., 17°11′12″ v. d.             | lípa malolistá                         | 377 | 100015 Q30461254 | Kategorie „Hackenberkova lípa“ na Wikimedia Commons                       | Na svažité louce po pravé straně silnice z Jeseníku nahoru Kalvodovou ulicí, naproti čp. 74/172                                                                      |
| Jilm vaz 2 exempláře †                                 |                                             | Jeseník                                              | jilm vaz (2)                           | & Chyba ve výrazu: Neočekávaný operátor / Chyba ve výrazu: Neočekávaný operátor / Chyba ve výrazu: Neočekávaný operátor / Chyba ve výrazu: Neočekávaný operátor / Chyba ve výrazu: Neočekávaný operátor / Chyba ve výrazu: Neočekávaný operátor / Chyba ve výrazu: Neočekávaný operátor / Chyba ve výrazu: Neočekávaný operátor / Chyba ve výrazu: Neočekávaný operátor / Chyba ve výrazu: Neočekávaný operátor / Chyba ve výrazu: Neočekávaný operátor / Chyba ve výrazu: Neočekávaný operátor / Chyba ve výrazu: Neočekávaný operátor / Chyba ve výrazu: Neočekávaný operátor / Chyba ve výrazu: Neočekávaný operátor / -1.0000-0 | 105184           |                                                                           | Proti autobusové zastávce; zaniklé neznámo kdy |
| Lípa na Alšově ulici                                   |                                             | Jeseník                                              | lípa malolistá                         | 512 | 106232 Q73601743 |                                                                           | Největší strom z lipové aleje v ulici Alšova v Jeseníku. Stáří cca 150 let.                                                                                          |
| Lípa na kolonádě                                       | Lípa na kolonádě                            | Jeseník 50°14′22″ s. š., 17°11′30″ v. d.             | lípa malolistá                         | 645 | 105183 Q26789715 | Kategorie „Lípa na kolonádě (Jeseník)“ na Wikimedia Commons               | Součást stromořadí na lázeňské kolonádě u Priessnitzova sanatoria, na svahu pod "Kopou", cca 40 m od restaurace Na kolonádě                                          |
| Lípa svobody                                           | Lípa svobody                                | Jeseník 50°13′39″ s. š., 17°12′10″ v. d.             | lípa                                   | 580 |                  | Kategorie „Lípa svobody (Jeseník)“ na Wikimedia Commons                   | Lípa u pomníku obětem komunismu v Dukelské ulici s datací 17. 11. 1989                                                                                               |
| Tis v zahradě VZP Jeseník (nyní Hotel Villa Regenhart) | Tis v zahradě VZP                           | Jeseník 50°13′49″ s. š., 17°12′34″ v. d.             | tis červený                            | 174 | 105120 Q26789687 | Kategorie „Tis v zahradě VZP (Jeseník)“ na Wikimedia Commons              | jihovýchodní cíp zahrady parkového charakteru na pravém břehu řeky Bělé v místech, kde ústí boční žleb s vodotečí                                                    |
| Dub u rybníka                                          | Dub u rybníka                               | Kobylá nad Vidnavkou 50°19′28″ s. š., 17°9′1″ v. d.  | dub letní                              | 495 | 100029 Q26783487 | Kategorie „Dub u rybníka“ na Wikimedia Commons                            | u lesní turistické cesty mezi Černou Vodou a Kobylou, poblíž mostu přes Plavný potok, na břehu rybníka na okraji lesního porostu                                     |
| Maděrův jilm †                                         |                                             | Kobylá nad Vidnavkou 50°20′44″ s. š., 17°7′46″ v. d. | jilm vaz                               | & Chyba ve výrazu: Neočekávaný operátor / Chyba ve výrazu: Neočekávaný operátor / Chyba ve výrazu: Neočekávaný operátor / Chyba ve výrazu: Neočekávaný operátor / Chyba ve výrazu: Neočekávaný operátor / Chyba ve výrazu: Neočekávaný operátor / Chyba ve výrazu: Neočekávaný operátor / Chyba ve výrazu: Neočekávaný operátor / Chyba ve výrazu: Neočekávaný operátor / Chyba ve výrazu: Neočekávaný operátor / Chyba ve výrazu: Neočekávaný operátor / Chyba ve výrazu: Neočekávaný operátor / Chyba ve výrazu: Neočekávaný operátor / Chyba ve výrazu: Neočekávaný operátor / Chyba ve výrazu: Neočekávaný operátor / -1.0000-0 | 105582           |                                                                           | V severní části obce cca 50 m od pravého břehu Vidnavky na okraji listnatého remízku                                                                                 |
| Paukův jilm                                            | Paukův jilm                                 | Malá Kraš 50°21′43″ s. š., 17°8′58″ v. d.            | jilm vaz                               | & Chyba ve výrazu: Neočekávaný operátor / Chyba ve výrazu: Neočekávaný operátor / Chyba ve výrazu: Neočekávaný operátor / Chyba ve výrazu: Neočekávaný operátor / Chyba ve výrazu: Neočekávaný operátor / Chyba ve výrazu: Neočekávaný operátor / Chyba ve výrazu: Neočekávaný operátor / Chyba ve výrazu: Neočekávaný operátor / Chyba ve výrazu: Neočekávaný operátor / Chyba ve výrazu: Neočekávaný operátor / Chyba ve výrazu: Neočekávaný operátor / Chyba ve výrazu: Neočekávaný operátor / Chyba ve výrazu: Neočekávaný operátor / Chyba ve výrazu: Neočekávaný operátor / Chyba ve výrazu: Neočekávaný operátor / -1.0000-0 | 105579 Q26790153 | Kategorie „Paukův jilm“ na Wikimedia Commons                              | V nivě řeky Vidnávky u polní cesty na louce za čp. 112 |
| Lípy u pomníku svatého Jana Nepomuckého                |                                             | Mikulovice 50°17′53″ s. š., 17°19′17″ v. d.          | lípa velkolistá (1) lípa malolistá (1) | & Chyba ve výrazu: Neočekávaný operátor / Chyba ve výrazu: Neočekávaný operátor / Chyba ve výrazu: Neočekávaný operátor / Chyba ve výrazu: Neočekávaný operátor / Chyba ve výrazu: Neočekávaný operátor / Chyba ve výrazu: Neočekávaný operátor / Chyba ve výrazu: Neočekávaný operátor / Chyba ve výrazu: Neočekávaný operátor / Chyba ve výrazu: Neočekávaný operátor / Chyba ve výrazu: Neočekávaný operátor / Chyba ve výrazu: Neočekávaný operátor / Chyba ve výrazu: Neočekávaný operátor / Chyba ve výrazu: Neočekávaný operátor / Chyba ve výrazu: Neočekávaný operátor / Chyba ve výrazu: Neočekávaný operátor / -1.0000-0 | 100006 Q26779744 |                                                                           | Veřejné prostranství u hlavní silnice blízko autobusové zastávky pod kostelem u pomníku sv. Jana Nepomuckého                                                         |
| Tis v Mikulovicích                                     | Tis v Mikulovicích                          | Mikulovice 50°17′49″ s. š., 17°19′15″ v. d.          | tis červený                            | 261 | 100026 Q26783477 | Kategorie „Tis v Mikulovicích“ na Wikimedia Commons                       | na zahradě u čp. 5 v obci v sousedství kostela, napravo od silnice k hraničnímu přechodu s Polskem                                                                   |
| Lípa u šilhavé báby                                    | Lípa u šilhavé báby, Nová Červená Voda      | Nová Červená Voda 50°18′43″ s. š., 17°11′23″ v. d.   | lípa velkolistá                        | & Chyba ve výrazu: Neočekávaný operátor / Chyba ve výrazu: Neočekávaný operátor / Chyba ve výrazu: Neočekávaný operátor / Chyba ve výrazu: Neočekávaný operátor / Chyba ve výrazu: Neočekávaný operátor / Chyba ve výrazu: Neočekávaný operátor / Chyba ve výrazu: Neočekávaný operátor / Chyba ve výrazu: Neočekávaný operátor / Chyba ve výrazu: Neočekávaný operátor / Chyba ve výrazu: Neočekávaný operátor / Chyba ve výrazu: Neočekávaný operátor / Chyba ve výrazu: Neočekávaný operátor / Chyba ve výrazu: Neočekávaný operátor / Chyba ve výrazu: Neočekávaný operátor / Chyba ve výrazu: Neočekávaný operátor / -1.0000-0 | 105581 Q26790155 | Kategorie „Lípa_u_šilhavé_báby_(Nová_Červená_Voda))“ na Wikimedia Commons | Na levém břehu Červeného potoka v blízkosti čp. 142 |
| Buk, dub a tis v Ondřejovickém parku                   |                                             | Ondřejovice 50°15′28″ s. š., 17°20′55″ v. d.         | tis červený (1) dub (1) buk lesní (1)  | & Chyba ve výrazu: Neočekávaný operátor / Chyba ve výrazu: Neočekávaný operátor / Chyba ve výrazu: Neočekávaný operátor / Chyba ve výrazu: Neočekávaný operátor / Chyba ve výrazu: Neočekávaný operátor / Chyba ve výrazu: Neočekávaný operátor / Chyba ve výrazu: Neočekávaný operátor / Chyba ve výrazu: Neočekávaný operátor / Chyba ve výrazu: Neočekávaný operátor / Chyba ve výrazu: Neočekávaný operátor / Chyba ve výrazu: Neočekávaný operátor / Chyba ve výrazu: Neočekávaný operátor / Chyba ve výrazu: Neočekávaný operátor / Chyba ve výrazu: Neočekávaný operátor / Chyba ve výrazu: Neočekávaný operátor / -1.0000-0 | 100010 Q26779743 |                                                                           | V jihozápadní části zpustlého parku u bývalého zámečku naproti kostelu sv. Martina v osadě Ondřejovice                                                               |
| Dub u Salisova                                         |                                             | Ondřejovice 50°16′17″ s. š., 17°20′21″ v. d.         | dub letní                              | 505 | 105075 Q26789656 |                                                                           | Ve srázu nad místní komunikací do Salisova, cca 350 m ZJZ od nádraží Ondřejovice                                                                                     |
| Dub v kamenolomu                                       |                                             | Ondřejovice 50°15′43″ s. š., 17°21′35″ v. d.         | dub letní                              | 500 | 100005 Q26783423 |                                                                           | cca 60 m za horní hranou jámy vápencového kamenolomu v Ondřejovicích, vlevo od silnice ze Zlatých Hor do Mikulovic                                                   |
| Jasan v Ondřejovickém parku                            |                                             | Ondřejovice 50°15′32″ s. š., 17°20′55″ v. d.         | jasan ztepilý                          | 420 | 100008 Q26783431 |                                                                           | V severozápadní části zpustlého parku u bývalého zámečku, naproti kostelu sv. Martina v osadě Ondřejovice                                                            |
| Lípa srdčitá †                                         |                                             | Ondřejovice                                          | lípa malolistá                         | 580 | 104379           |                                                                           | U silnice u odbočky ke kostelu |
| Smrk na Javorné †                                      |                                             | Ondřejovice 50°15′22″ s. š., 17°19′43″ v. d.         | smrk ztepilý                           | 387 | 105121 Q26789688 |                                                                           | Pravý břeh potoka Javorná cca 400 m od objektu úpravny vod. Ochrana zrušena 06.02.2025.                                                                              |
| Tis v Ondřejovickém parku                              |                                             | Ondřejovice 50°15′30″ s. š., 17°20′52″ v. d.         | tis červený                            | 235 | 100009 Q26783434 |                                                                           | V severozápadní části zpustlého parku u bývalého zámečku naproti kostelu sv. Martina v osadě Ondřejovice                                                             |
| Trnovník na Javorné                                    |                                             | Ondřejovice 50°15′48″ s. š., 17°20′17″ v. d.         | trnovník akát                          | 540 | 105631 Q26790200 |                                                                           | V údolí potoka Javorná, při rozcestí u budovy patřící k někdejšímu hamru v Latzdorfu                                                                                 |
| Cigánský buk †                                         |                                             | Ostružná                                             | buk lesní                              | 456 | 104378           |                                                                           | Vlevo od silnice za kapličkou nad Ostružnou. |
| Limba v Ostružné †                                     |                                             | Ostružná                                             | borovice limba                         | 168 | 104920 Q74843338 |                                                                           | U rekreačního domu čp. 107 v dolní části Ostružné; odstraněna z důvodu poškození kořenového systému dřevokaznou houbou – žádost o zrušení z 24.2.1992                |
| Lípa pod lesem                                         |                                             | Ostružná                                             | lípa malolistá                         | 397 | 105182 Q26789714 |                                                                           | Za rekreačním domkem v horní části Ostružné |
| Lípa u vleku (Jonášova)                                |                                             | Ostružná                                             | lípa velkolistá                        | 377 | 105181 Q26789712 |                                                                           | Vedle vleku železniční stanice v Horní Ostružné |
| Torzo lípy v Ostružné                                  |                                             | Ostružná 50°10′29″ s. š., 17°3′0″ v. d.              | lípa velkolistá                        | 510 | 100023 Q26783471 |                                                                           | V jižní části obce mimo obytnou zástavbu, u Černého potoka, okraj louky pod lesem                                                                                    |
| Jasan v Dětřichově                                     | Jasan ztepilý v Dětřichově                  | Seč u Jeseníka 50°12′45″ s. š., 17°13′34″ v. d.      | jasan ztepilý                          | 366 | 100022 Q26783469 | Kategorie „Jasan_v_Dětřichově“ na Wikimedia Commons                       | V zahradě u lesní správy, u silnice Jeseník-Rejvíz |
| Tis u vodárny                                          |                                             | Supíkovice 50°17′28″ s. š., 17°14′21″ v. d.          | tis červený                            | 100 | 100017 Q26783456 |                                                                           | Na kraji lipové javořiny v kopci nad obcí nedaleko vodárny |
| Dub letní v Širokém Brodě                              |                                             | Široký Brod 50°16′9″ s. š., 17°16′44″ v. d.          | dub letní                              | 484 | 105076 Q26789657 |                                                                           | na strmém úbočí úvozové cesty nad čp. 122 v obci, nalevo od silnice Jeseník-Mikulovice, před mostem přes řeku Bělou ve směru od Jeseníku                             |
| Dub u Dlabačů                                          |                                             | Široký Brod 50°16′48″ s. š., 17°17′11″ v. d.         | dub letní                              | 448 | 100007 Q26783427 |                                                                           | V severovýchodní části Širokého Brodu, na konci obce, asi 100 m od mostu do Hradce-Nové Vsi                                                                          |
| Smrk v Travné                                          |                                             | Travná 50°22′34″ s. š., 16°56′24″ v. d.              | smrk ztepilý                           | 345 | 105580 Q26790154 |                                                                           | V lesním porostu |
| Tři veteráni                                           |                                             | Velká Kraš 50°19′53″ s. š., 17°9′2″ v. d.            | borovice lesní (1) modřín opadavý (2)  | & Chyba ve výrazu: Neočekávaný operátor / Chyba ve výrazu: Neočekávaný operátor / Chyba ve výrazu: Neočekávaný operátor / Chyba ve výrazu: Neočekávaný operátor / Chyba ve výrazu: Neočekávaný operátor / Chyba ve výrazu: Neočekávaný operátor / Chyba ve výrazu: Neočekávaný operátor / Chyba ve výrazu: Neočekávaný operátor / Chyba ve výrazu: Neočekávaný operátor / Chyba ve výrazu: Neočekávaný operátor / Chyba ve výrazu: Neočekávaný operátor / Chyba ve výrazu: Neočekávaný operátor / Chyba ve výrazu: Neočekávaný operátor / Chyba ve výrazu: Neočekávaný operátor / Chyba ve výrazu: Neočekávaný operátor / -1.0000-0 | 105034 Q26779733 |                                                                           | v lesním porostu nazývaném Bažantnice severozápadně od obce Černá Voda; obvod kmenů: 360 cm, 262 cm, 197 cm                                                          |
| Dub červený                                            | Dub červený                                 | Zlaté Hory 50°15′36″ s. š., 17°23′39″ v. d.          | dub červený                            | 340 | 100013 Q26783445 |                                                                           | V zahradě proti domu čp. 295 v Sokolské ulici |
| Kaštan u Velobelu                                      |                                             | Zlaté Hory 50°16′2″ s. š., 17°23′43″ v. d.           | jírovec maďal                          | 406 | 104636 Q26789298 |                                                                           | Vpravo od silnice k hraničnímu přechodu s Polskem, cca 200 m severně od kaple Sv. kříže uvnitř oploceného pozemku na severním okraji Zlatých Hor                     |
| Kaštany u kostela                                      |                                             | Zlaté Hory 50°15′52″ s. š., 17°23′50″ v. d.          | jírovec maďal (3)                      | & Chyba ve výrazu: Neočekávaný operátor / Chyba ve výrazu: Neočekávaný operátor / Chyba ve výrazu: Neočekávaný operátor / Chyba ve výrazu: Neočekávaný operátor / Chyba ve výrazu: Neočekávaný operátor / Chyba ve výrazu: Neočekávaný operátor / Chyba ve výrazu: Neočekávaný operátor / Chyba ve výrazu: Neočekávaný operátor / Chyba ve výrazu: Neočekávaný operátor / Chyba ve výrazu: Neočekávaný operátor / Chyba ve výrazu: Neočekávaný operátor / Chyba ve výrazu: Neočekávaný operátor / Chyba ve výrazu: Neočekávaný operátor / Chyba ve výrazu: Neočekávaný operátor / Chyba ve výrazu: Neočekávaný operátor / -1.0000-0 | 100004 Q26779740 |                                                                           | Před kostelem Nanebevzetí Panny Marie asi 50 m od náměstí Svobody ve Zlatých Horách                                                                                  |
| Lípa na Mizerichu                                      |                                             | Zlaté Hory 50°15′11″ s. š., 17°23′57″ v. d.          | lípa malolistá                         | 430 | 100028 Q26783483 |                                                                           | cca 50 m od kaple Na Mizerichu po levé straně silnice směrem na Krnov, blízko samoobsluhy                                                                            |